# چشم‌ها کاملاً باز (ترانه سابرینا کارپنتر)
«چشم‌ها کاملاً باز» (انگلیسی: Eyes Wide Open) ترانه‌ای از خواننده آمریکایی، سابرینا کارپنتر از اولین آلبوم استودیویی او با همین نام (۲۰۱۵) است و به عنوان تک‌آهنگ آغازین این آلبوم منتشر شد. متن ترانه توسط آودرا مِی، مگان کابیر و تهیه‌کننده‌اش، جِرود بِتیس نوشته شده است. میچ آلن در تولید ترانه به بِتیس کمک کرده و وکال‌ها را تولید کرده است، در حالی که دن بوک نیز به عنوان تهیه‌کنندهٔ وکال‌های اضافی حضور داشته است. این ترانه در ۷ آوریل ۲۰۱۵ توسط هالیوود رکوردز به عنوان دومین تک‌آهنگ از آلبوم منتشر شد و یک هفته قبل از انتشار آلبوم برای خرید در دسترس قرار گرفت. «چشم‌ها کاملاً باز» یک ترانه پاپ راک با تمپوی متوسط است که با وکال‌های پس‌زمینهٔ جذاب، پیانو و بیس ساده همراه است. کارپنتر در این ترانه، دربارهٔ پیدا کردن هویت خود و مسیر زندگی‌اش صحبت می‌کند. به گفتهٔ خودش، «چشم‌ها کاملاً باز» محبوب‌ترین ترانهٔ او از این آلبوم است.
این ترانه با یک موزیک ویدئو به کارگردانی سارا مک‌کلانگ در ۱۴ ژوئن ۲۰۱۵ در کانال ویووی کارپنتر منتشر شد. در این موزیک ویدئو، سابرینا در حال قدم زدن در یک ساختمان ناشناخته است و ترانه را در اتاقی همراه با گروهش و خواهرش سارا کارپنتر اجرا می‌کند. کارپنتر «چشم‌ها کاملاً باز» را با چندین اجرای زنده معرفی کرد، از جمله در جوایز موسیقی رادیو دیزنی ۲۰۱۵، جایی که او این ترانه را به همراه ترانهٔ «ما ستاره خواهیم شد» به صورت ترکیبی اجرا کرد. این ترانه در سال ۲۰۱۶ برنده جایزه «Best Anthem» از جوایز موسیقی رادیو دیزنی شد.